# Estació de Perpinyà
L'Estació de Perpinyà (en francès Gare de Perpignan) és una estació ferroviària, situada a la ciutat de Perpinyà, a la comarca del Rosselló (Catalunya del Nord) i al departament francès dels Pirineus Orientals d'Occitània. És una estació de la Societat Nacional dels Ferrocarrils Francesos (SNCF), on s'aturen trens regionals TER d'Occitània i de llarga distància TGV inOui, AVE i els Intercités de nuit.
Situada al punt quilomètric (PK) 467.512 de la línia de Narbona a Portbou i al mateix PK de la línia de Perpinyà a Vilafranca de Conflent i també connecta a 3,6 km de l'estació amb la línia de Perpinyà a Figueres (LAV). L'edifici de passatgers disposa de guixetes obertes cada dia i de màquines de venda de bitllets.
Fou posada en servei el 1858, per la Companyia de ferrocarril de Midi. Salvador Dalí veia l'univers "similar per la seva estructura a l'estació de Perpinyà". L'estació té el sobrenom de "centre del món", segons les paraules d'aquest pintor, que s'hi va referir diverses vegades com el "centre còsmic de l'univers"; aquesta estació fou, en 1965, la font de l'inspiració de quadre L'estació de Perpinyà.

## Història
El ferrocarril arriba a Perpinyà, en 1858, amb l'obertura al trànsit del ferrocarril de Narbona a Perpinyà, primer tram de la línia de Narbona a Portbou. Quan es va posa en servei el 20 de febrer, els trens s'aturaven a una estació terminal provisional establerta a Vernet, actualment un districte de Perpinyà, mentre s'esperava la linalització de la construcció del pont sobre la Tet. El primer creuament del pont va tenir lloc el 10 de juliol i el dia 20 del mateix mes es va prendre la decisió de la creació d'una estació propera a la ciutat, però al camp fora de les muralles. Els primers edificis estaven construïts provisionalment de fusta.
El 1860 es va obrir la carretera departamental 8 bis, per facilitar la connexió amb la ciutat i el seu centre, cosa que va afavorir les construccions d'habitatges establerts sense autorització al voltant de l'estació i al llarg de la carretera. Organitzar la urbanització, la ciutat va establir un pla d'alineació de barris, però les servituds militars i les muralles eren un fre per al desenvolupament fomentat per a les obres de carretera, com el túnel de vianants sota el terraplè per facilitar la relació amb el districte de Sant Assiscle.
Es converteix en estació de pas, durant la posada en servei, el 21 de març de 1866, des de l'extensió de la línia fins a Cotlliure, per la Companyia de ferrocarril de Midi. La construcció de la línia i l'estació van ser finançada i realitzada per l'Estat francès, degut a la importància més estratègica que econòmica d'aquesta extensió. Als anys 1880, l'ambient del districte encara era molt rural i es considerava perillós el trànsit per als vianants al voltant de l'estació degut a l'absència d'enllumenat públic, així com la presència de nombrosos carretons i ramats de bous.
El 15 de novembre de 2004 s'inicia la construcció de la línia d'alta velocitat entre Perpinyà i Figueres. El 19 de desembre de 2010 es posaria en servei, suposant l'enllaç primer amb Figueres i més endavant, el 2013, amb Girona i Barcelona. En el marc de la nova connexió, el 2011 s'amplia l'estació amb un segon edifici obrint un nou accés a la banda oest. Incloent també una estació d'autobusos adjunta i un centre comercial i de negocis
En 2014, segons les estimacions de la SNCF, la freqüència anual de l'estació era d'1.534.080 passatgers. En 2018 aquesta xifra va baixar fins a 1.370.425 viatgers.

## Serveis ferroviaris

### Regionals
| Procedència/Destinació                 | <        | Línia | >          | Procedència/Destinació                      |
| -------------------------------------- | -------- | ----- | ---------- | ------------------------------------------- |
| TER d'Occitània                        |          |       |            |                                             |
| terminal Cervera de la Marenda Portbou | Elna     |       | Ribesaltes | Narbona Nimes Avinyó Marsella-Saint Charles |
| Cervera de la Marenda Portbou          | Elna     |       | Ribesaltes | Tolosa-Matabiau                             |
| Vilafranca de Conflent                 | El Soler |       | terminal   | terminal                                    |

### Llarga Distància
| Tipus de tren     | <<                      | >>                 | Parades intermèdies                                                                                              | Característiques   |
| ----------------- | ----------------------- | ------------------ | --- | ------------------ |
|                   | terminal                | Brussel·les-Zuid   | Narbona · Besiers · Montpeller · Nimes· Valence TGV · Lyon-Part Dieu · Lille-Europe                              |                    |
|                   | Barcelona-Sants         | París-Gare de Lyon | Girona · Perpinyà · Narbona · Besiers · Montpeller - Sud de France · Nimes Pont du Gard · Valence TGV            | 2 o 3 trens diaris |
|                   | Barcelona-Sants         | Nimes Centre       | Girona · Perpinyà · Narbona · Besiers · Montpeller                                                               | 2 diaris           |
| AVE               | Barcelona-Sants         | Lyon Part-Dieu     | Girona · Perpinyà · Narbona · Montpeller · Nimes Centre · Valence TGV                                            | 1 tren diari       |
| AVE               | Madrid-Puerta de Atocha | Marsella           | Barcelona-Sants · Girona · Perpinyà · Narbona · Besiers · Montpeller · Nimes · Avignon TGV · Aix-en-Provence TGV | 1 tren diari       |
| Intercité de nuit | Cervera de la Marenda   | París-Austerlitz   | Perpinyà · Carcassona · Tolosa-Matabiau                                                                          |                    |

## L'estació i Salvador Dalí
Salvador Dalí considerava l'estació de Perpinyà com el lloc privilegiat de la seva inspiració: 
"És a l'estació de Perpinyà on sempre […] em venen les idees més brillants de la meva vida […] L'arribada a l'estació de Perpinyà és l'ocasió d'una autèntica ejaculació mental que després assoleix la seva més gran i sublim alçada especulativa […] Doncs bé, aquest 19 de setembre vaig tenir a l'estació de Perpinyà una mena d'èxtasi cosmogònic més fort que els anteriors. Vaig tenir una visió exacta de la constitució de l'univers. L'univers que és una de les coses més limitades que existeixen seria, segons totes les consideracions, l'estructura similar a l'estació de Perpinyà."
A partir de 1960 Dalí es va referir repetidament a l'estació com a "centre còsmic de l'univers", entre altres fórmules. Va citar per primera vegada l'estació en aquests termes, quan va preveure l'estereoscòpia com a mitjà de representació de la tercera dimensió. Aquesta cita es va recollir en una conferència el 1983 sobre La cua d'oreneta amb el matemàtic René Thom, que va assegurar al pintor "que Espanya pivota amb precisió -no a la zona de-, sinó exactament on es troba l'actual estació de Perpinyà".
A canvi, la renovació de l'estació realitzada a finals del segle XX integra diversos elements de l'univers del pintor. En 1982, el sostre del vestíbul fou pintat al seu estil (model de Robert d'Hoosche pintat per Jacques Charansonnet per encàrrec de la SNCF) i el paviment situat davant de l'estació està inspirat en el quadre L'estació de Perpinyà. El centre comercial creat a partir del 2010 és batejat oficialment com el Centre del Món. Tot i això, a finals del 2013 es va eliminar el sostre dalinià, simplement pintat de color blanc.

## Altres mencions
Charles Trenet menciona aquesta estació en la seva cançó À la gare de Perpignan.

## Galeria d'imatges

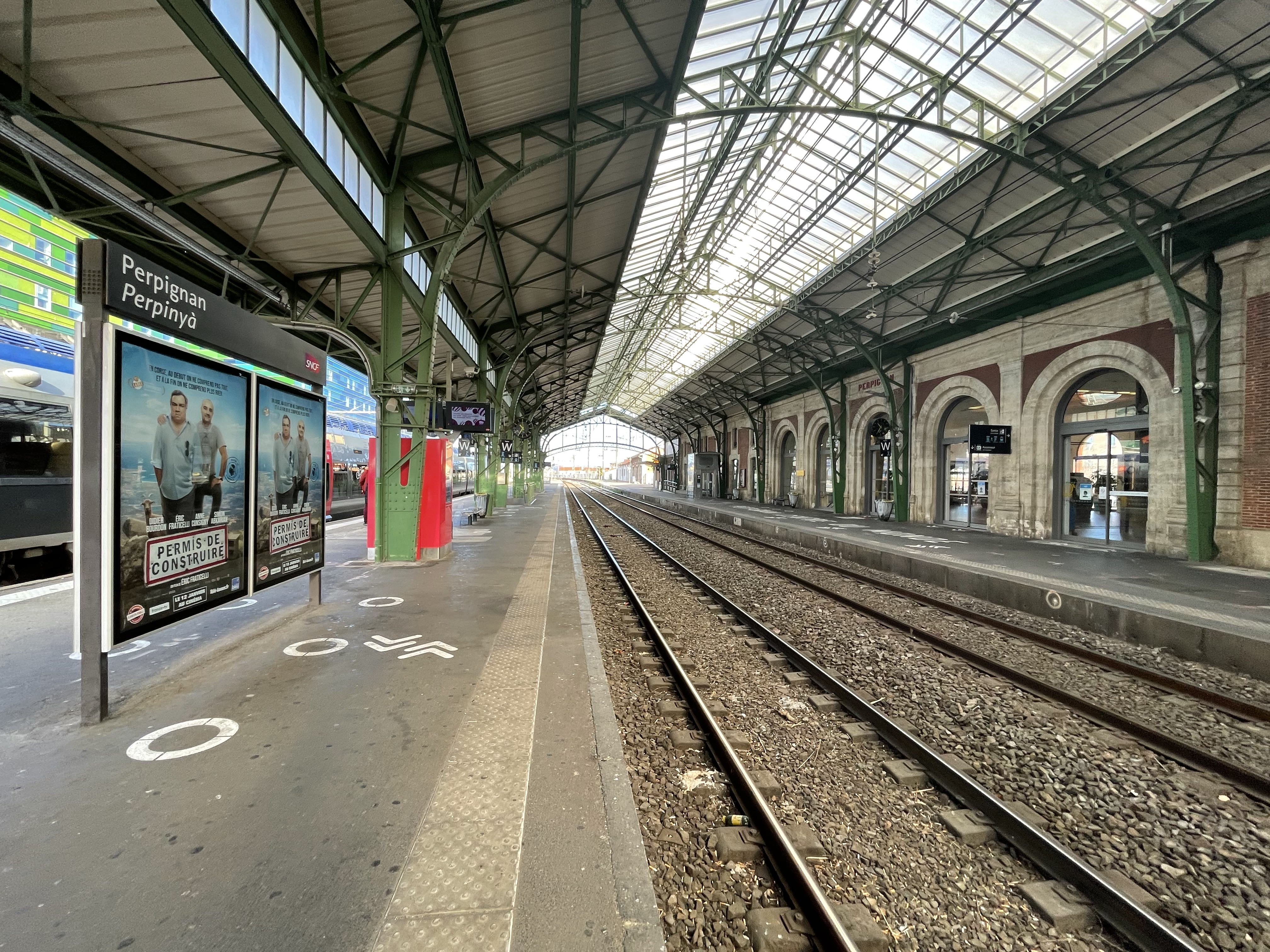
Andana 1 i 2 i marquesina de l'edifici de 1858
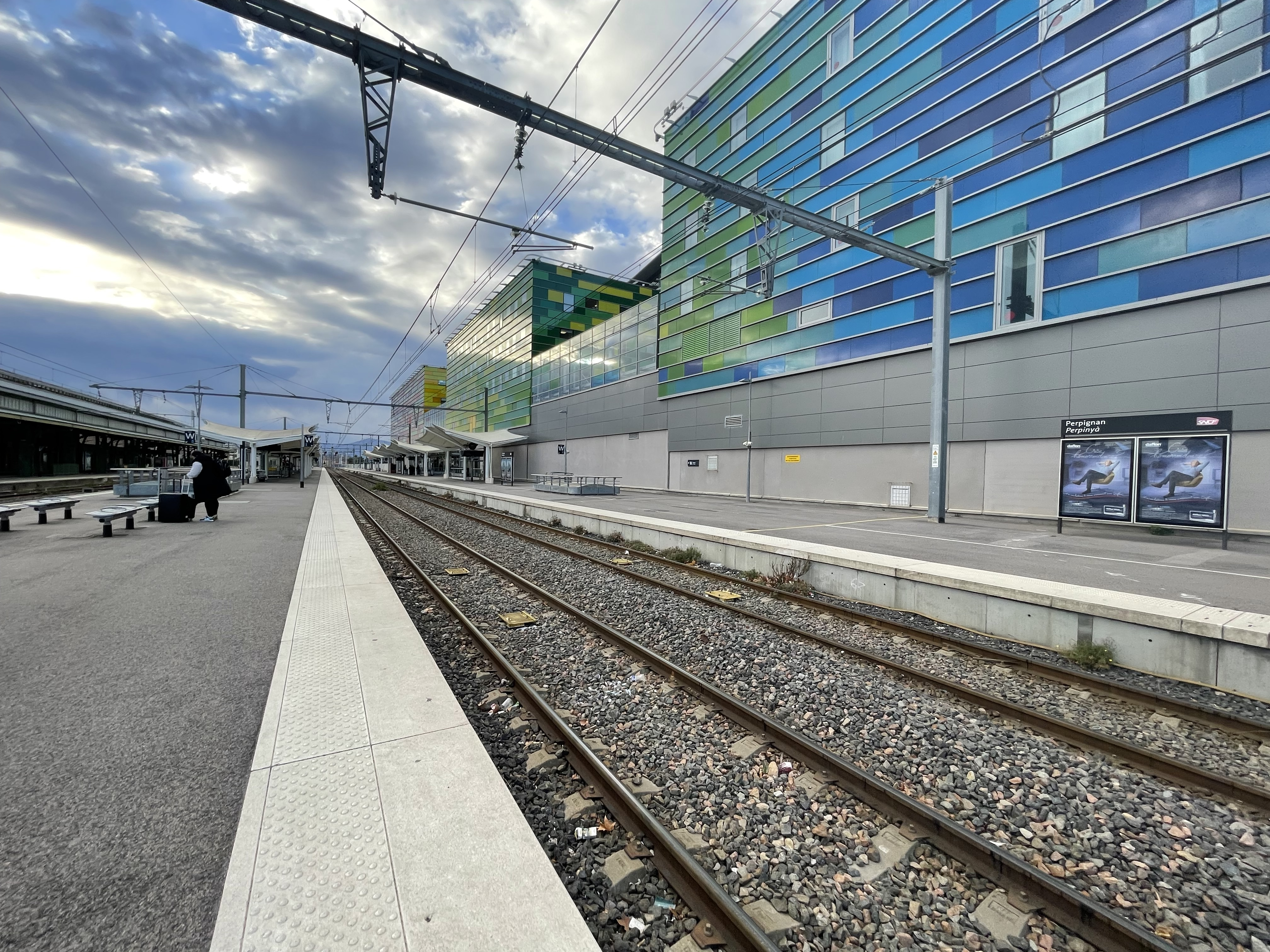
Andana 5 i 6 vorejant el segon edifici de 2011
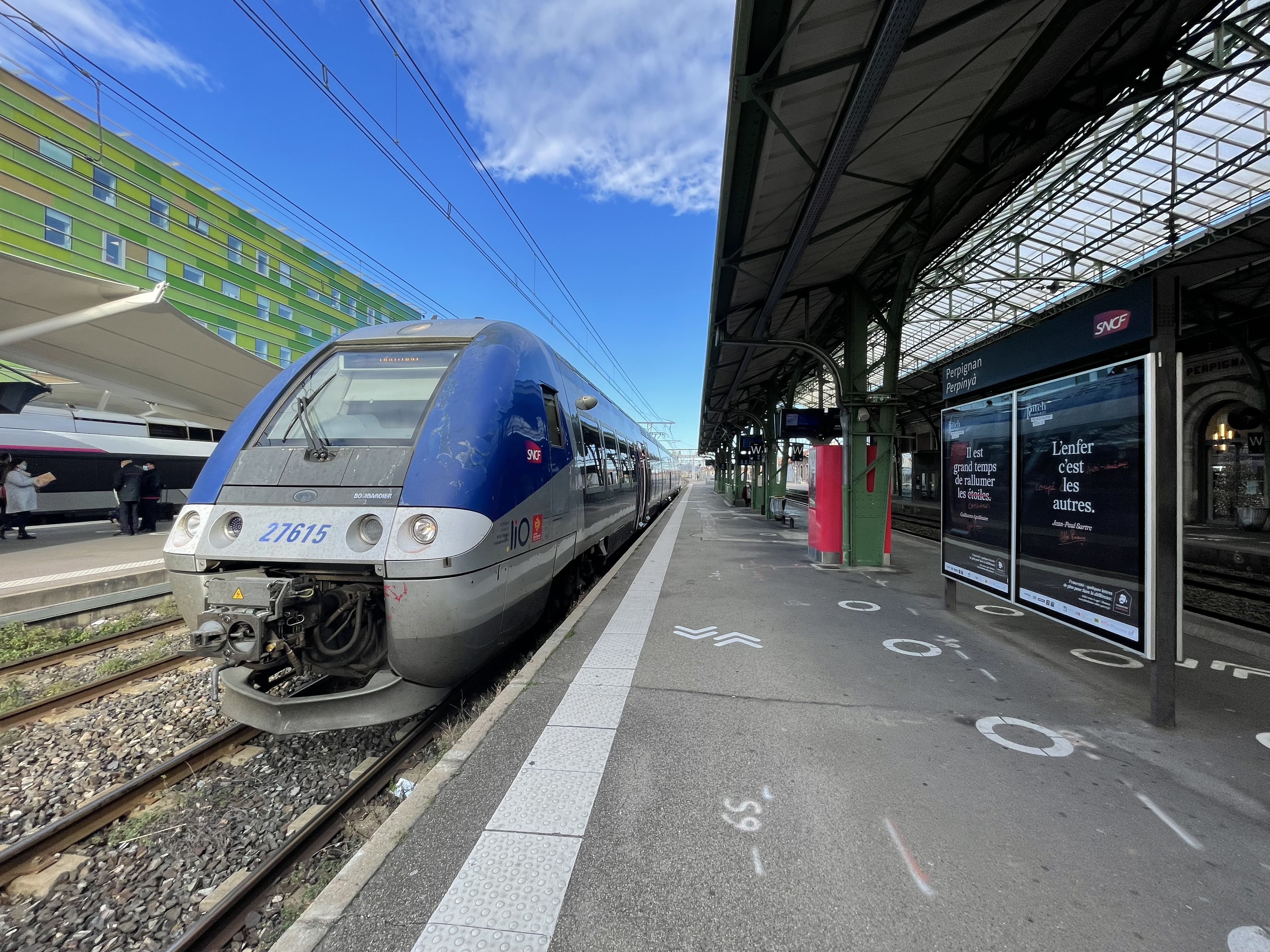
TER amb destinació a Portbou
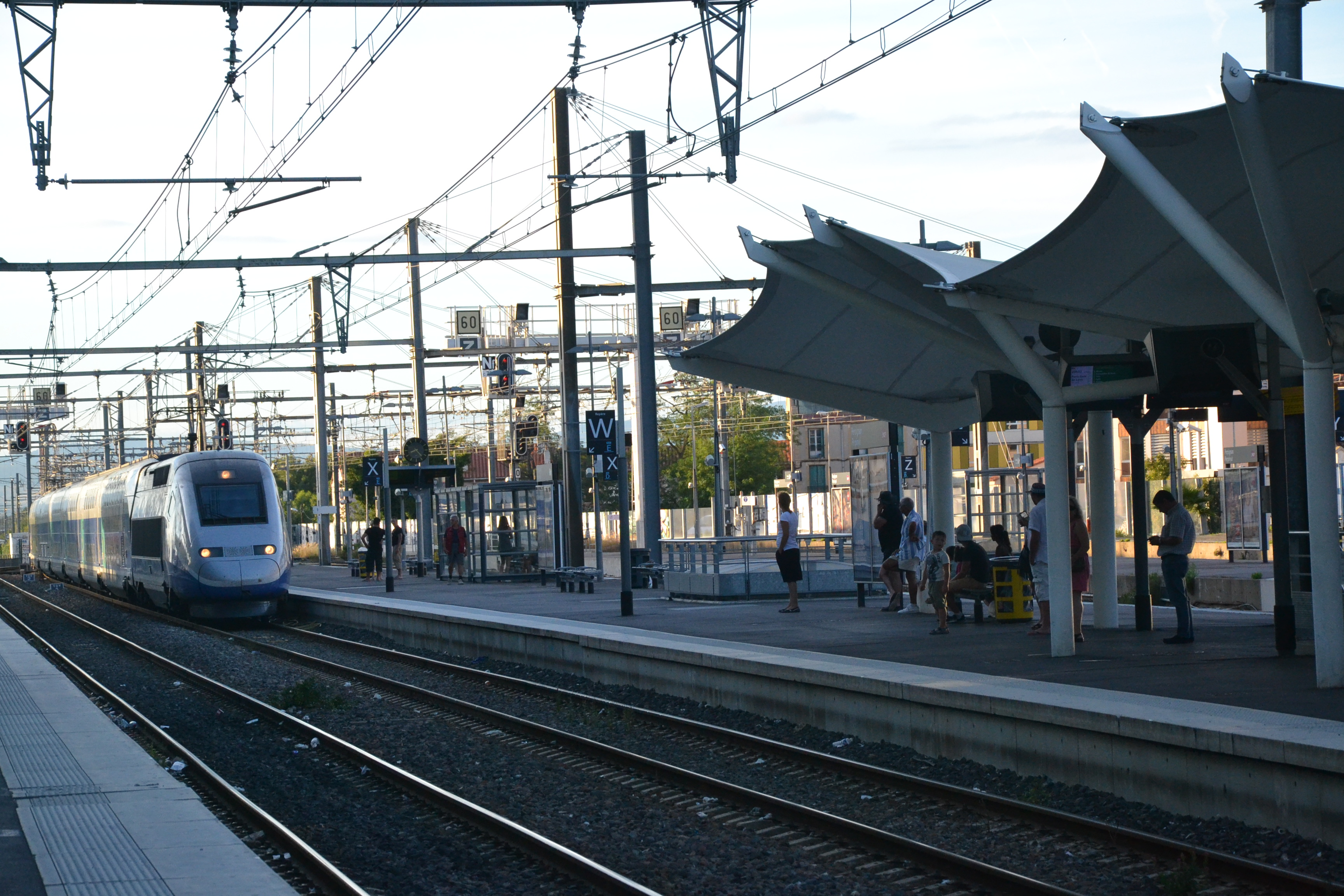
TGV procedent de Brussel·les